# Cosa sono le nuvole/Notte chiara
Cosa sono le nuvole/Notte chiara è un singolo di Domenico Modugno, pubblicato nel 1968.

## Il singolo
Si tratta dell'ultimo 45 giri inciso da Modugno per l'etichetta discografica Curci, che abbandonò a causa dello scarso successo che otteneva lavorando per essa.
La prima canzone era stata già pubblicata l'anno precedente nell'album Modugno che aveva anch'esso ottenuto poco successo di vendita. Scritta da Pier Paolo Pasolini ed inclusa nel film a episodi Capriccio all'italiana (1968) (nell'omonimo episodio diretto appunto da Pasolini e recitato anche da Modugno) è una poetica e metaforica canzone sull'amore e sulla vita attraverso il suono struggente di un mandolino.
La seconda canzone è una reincisione del brano del 1961 tratto dalla commedia Rinaldo in campo a sua volta tratta da un vecchio brano in siciliano di Modugno del 1955: Datimi un paiu d'ali. La reincisione non era però inclusa nell'album precedente ed era stata fatta appositamente per il singolo.